# 모라중학교
모라중학교(毛羅中學校)는 대한민국 부산광역시 사상구 모라동에 있는 공립 중학교이다.

## 학교 연혁
- 1989년 1월 6일 : 모라중학교 설립인가(24학급)
- 1989년 3월 1일 : 초대 박기룡 교장 취임
- 1989년 3월 8일 : 개교 및 입학식 거행(8학급 422명)
- 1992년 2월 14일 : 제1회 졸업식 거행(414명)
- 1998년 12월 10일 : 남녀공학 37학급 인가
- 2004년 10월 30일 : 백락관(白洛館) [도서관 및 다목적 강당] 개관
- 2014년 3월 3일 : 중학교 자유학기제 희망학교 지정(2년)
- 2016년 3월 1일 : 공교육만족프로젝트 선도학교 재지정(1년) (2013.03.01.~2017.02.28. 4년간 운영)
- 2017년 12월 9일 : 급식실 증축 및 현대화공사
- 2021년 3월 2일 : 2021학년도 환경교육연구학교 지정(2021.03.01.~2022.02.28. 1년간 운영)
- 2024년 1월 5일 : 학교공간 재구조화 사업(교무실개선사업, 교실 특별실 바닥 교체, L층 및 강당 화장실 리모델링) (~2024.02.29)
- 2024년 11월 26일 : 강당(백락관) 리모델링
- 2025년 2월 7일 : 2024학년도 제34회 졸업식(6학급 161명, 총 졸업색 12,673명)
- 2025년 3월 1일 : 제14대 주천석 교장 취임
- 2025년 3월 4일 : 2025학년도 제37회 입학식(6학급 173명 남 95명, 여 78명)

## 참고 자료
- 모라중학교 - 한국교육학술정보원 학교알리미